# Olympische Geschichte Mosambiks
| Gelbes Symbol für Goldmedaillen mit stilisierten Olympischen Ringen | Graues Symbol für Silbermedaillen mit stilisierten Olympischen Ringen | Braundes Symbol für Bronzemedaillen mit stilisierten Olympischen Ringen |
| ------------------------------------------------------------------- | --------------------------------------------------------------------- | ----------------------------------------------------------------------- |
| 1                                                                   | —                                                                     | 1                                                                       |

Mosambik, dessen NOK, das Comité Olimpico Nacional de Moçambique, 1979 gegründet und im selben Jahr vom IOC anerkannt wurde, nimmt seit 1980 an Olympischen Sommerspielen teil. Zu Winterspielen wurden bislang keine Athleten geschickt.

## Übersicht

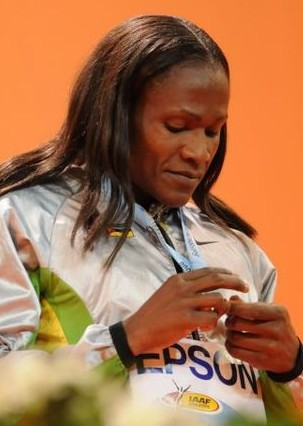
Maria Mutola, Olympiasiegerin von 2000

Bei der olympischen Premiere 1980 in Moskau bestand die mosambikanische Olympiamannschaft, mit 14 Teilnehmern die bislang größte, aus neun Leichtathleten und fünf Schwimmern. Die Schwimmer Pedro Cruz und Raimundo Franisse waren am 20. Juli 1980 die ersten Olympioniken Mosambiks. Die erste Frau aus Mosambik bei Olympischen Spielen war am 24. Juli 1980 die 800-Meter-Läuferin Acacia Mate. Vordere Platzierungen blieben aus.
1988 in Seoul nahmen erstmals Boxer teil. In der Leichtathletik ging die 15-jährige Maria Mutola im 800-Meter-Lauf an den Start. Während sie in Seoul in der ersten Runde ausschied, erreichte sie 1992 in Barcelona das Finale und wurde Fünfte. Auch über 1500 Meter qualifizierte sie sich für das Finale, hier belegte sie Rang 9. 1996 in Atlanta gelang ihr mit Platz 3 über 800 Meter der erste Medaillengewinn für Mosambik.
2000 in Sydney konnte sie ihr Ergebnis von Atlanta sogar noch verbessern. Sie wurde die erste Olympiasiegerin Mosambiks. 2004 in Athen gelang ihr nochmals ein vierter Platz. Bei ihrer sechsten Teilnahme an Olympischen Spielen 2008 in Peking erreichte sie im Alter von 35 Jahren Platz 5. Somit ist sie die erfolgreichste Olympionikin Mosambiks. In Peking nahmen erstmals Judoka des Landes teil.
In Rio de Janeiro 2016 traten erstmals Kanuten an. Im Einer-Canadier (C 1) über 1000 Meter erreichte Mussa Chamaune auf Anhieb das Halbfinale, ebenso im Zweier-Canadier zusammen mit Joaquim Lobo. Bei den Spielen in Tokio fünf Jahre später war Mosambik erstmals im Segeln vertreten.

## Übersicht der Teilnehmer

### Sommerspiele
| Jahr      | Athleten           | Athleten           | Athleten           | Sportarten         | Sportarten         | Sportarten         | Sportarten         | Sportarten         | Sportarten         | Medaillen          | Medaillen          | Medaillen          | Medaillen          | Rang               |
| Jahr      | Gesamt             |                    |                    |                    |                    |                    |                    |                    |                    |                    |                    |                    | Medaillen – Gesamt | Rang               |
| --------- | ------------------ | ------------------ | ------------------ | ------------------ | ------------------ | ------------------ | ------------------ | ------------------ | ------------------ | ------------------ | ------------------ | ------------------ | ------------------ | ------------------ |
| 1896–1976 | nicht teilgenommen | nicht teilgenommen | nicht teilgenommen | nicht teilgenommen | nicht teilgenommen | nicht teilgenommen | nicht teilgenommen | nicht teilgenommen | nicht teilgenommen | nicht teilgenommen | nicht teilgenommen | nicht teilgenommen | nicht teilgenommen | nicht teilgenommen |
| 1980      | 14                 | 12                 | 2                  |                    |                    |                    | 9                  | 5                  |                    |                    |                    |                    |                    |                    |
| 1984      | 9                  | 8                  | 1                  |                    |                    |                    | 7                  | 2                  |                    |                    |                    |                    |                    |                    |
| 1988      | 8                  | 6                  | 2                  | 3                  |                    |                    | 3                  | 2                  |                    |                    |                    |                    |                    |                    |
| 1992      | 6                  | 3                  | 3                  |                    |                    |                    | 3                  | 3                  |                    |                    |                    |                    |                    |                    |
| 1996      | 3                  | 2                  | 1                  | 1                  |                    |                    | 1                  | 1                  |                    |                    |                    | 1                  | 1                  | 71                 |
| 2000      | 4                  | 2                  | 2                  |                    |                    |                    | 2                  | 2                  |                    | 1                  |                    |                    | 1                  | 50                 |
| 2004      | 4                  | 2                  | 2                  |                    |                    |                    | 2                  | 2                  |                    |                    |                    |                    |                    |                    |
| 2008      | 4                  | 2                  | 2                  |                    | 1                  |                    | 1                  | 2                  |                    |                    |                    |                    |                    |                    |
| 2012      | 6                  | 4                  | 2                  | 1                  | 1                  |                    | 2                  | 2                  |                    |                    |                    |                    |                    |                    |
| 2016      | 6                  | 5                  | 1                  |                    | 1                  | 2                  | 1                  | 2                  |                    |                    |                    |                    |                    |                    |
| 2020      | 10                 | 4                  | 6                  | 2                  | 1                  | 1                  | 1                  | 2                  | 3                  |                    |                    |                    |                    |                    |
| 2024      | 7                  | 3                  | 4                  | 2                  | 1                  |                    | 1                  | 2                  | 1                  |                    |                    |                    |                    |                    |
| Gesamt    | Gesamt             | Gesamt             | Gesamt             | Gesamt             | Gesamt             | Gesamt             | Gesamt             | Gesamt             | Gesamt             | 1                  | 0                  | 1                  | 2                  |                    |

### Winterspiele
| Jahr      | Athleten           | Athleten           | Athleten           | Sportarten         | Medaillen          | Medaillen          | Medaillen          | Medaillen          | Rang               |
| Jahr      | Gesamt             |                    |                    | Sportarten         |                    |                    |                    | Medaillen – Gesamt | Rang               |
| --------- | ------------------ | ------------------ | ------------------ | ------------------ | ------------------ | ------------------ | ------------------ | ------------------ | ------------------ |
| 1924–2022 | nicht teilgenommen | nicht teilgenommen | nicht teilgenommen | nicht teilgenommen | nicht teilgenommen | nicht teilgenommen | nicht teilgenommen | nicht teilgenommen | nicht teilgenommen |
| Gesamt    | Gesamt             | Gesamt             | Gesamt             | Gesamt             | 0                  | 0                  | 0                  | 0                  |                    |

## Medaillengewinner

### Goldmedaillen
| Name         | Spiele      | Sportart       | Disziplin |
| ------------ | ----------- | -------------- | --------- |
| Maria Mutola | 2000 Sydney | Leichtathletik | 800 Meter |

### Silbermedaillen
Bislang (Stand August 2024) keine Medaillengewinner

### Bronzemedaillen
| Name         | Spiele       | Sportart       | Disziplin |
| ------------ | ------------ | -------------- | --------- |
| Maria Mutola | 1996 Atlanta | Leichtathletik | 800 Meter |

## Medaillen nach Sportart
| Sportart       | Gold | Silber | Bronze | Gesamt |
| Leichtathletik | 1    | 0      | 1      | 2      |
| Gesamt         | 1    | 0      | 1      | 2      |